# Сомов Орест Михайлович
Орест Сомов (Сомів) (псевдонім — Порфирій Байський; 21 грудня 1793, Вовчанськ, Харківська губернія, Російська імперія — 8 червня 1833, Петербург, Російська імперія) — український письменник доби романтизму, журналіст. Писав російською мовою.
Співробітник видань «Литературная Газета», «Украинскій Вестникъ». Дослідник творчості Вільяма Шекспіра. Один із засновників професійної літературної критики в Російській імперії, який справив великий вплив на становлення письменника Миколи Гоголя.

## Життєпис
Народився в шляхетській сім'ї. Закінчив Харківський університет. Після навчання почав друкуватися в харківських журналах «Украинский вестник» та «Харьковский Демокрит». Переселився з Харкова до Петербурга у 1817 чи 1818 році. 
У 1824-1826 роках обіймав посаду столоначальника в правлінні Російсько-Американської компанії, керівником канцелярії якої був московський українофіл Кіндрат Рилєєв. Був членом Вільного товариства любителів словесності (співробітник з травня 1818, дійсний член з травня 1820).
Після повстання декабристів був заарештований, але потім звільнений після встановлення його непричетності до таємних товариств.
У будівлі Головного правління Російсько-Американської компанії за адресою Набережна Мойки, будинок 72, де знаходилися також квартири деяких службовців компанії, нерідко збиралися члени Північного товариства. За спогадами сучасника, контора РАК перетворилася в центр збору «незадоволених елементів» Російської імперії, що дало підставу імператору Миколі I відзначити під час допиту Сомова: «Хороша ж зібралася у вас там компанія!».
Співробітник «Литературной Газеты», «Украинского Вестника» та ін. Публікувався у виданнях «Харьковскій Демокритъ» та «Украинскій Вестникъ».

## Літературна діяльність
Дебютував у пресі віршем в «Українському віснику» (1816).
Писав вірші з патріотичними та сатиричними мотивами. Важливу роль у становленні романтизму зіграв його трактат «Про романтичну поезію». Прочитаний на засіданні Вільного товариства любителів словесності, він був опублікований у журналі «Соревнователь просвещения и благотворения» і вийшов окремим виданням (1823). У трактаті сформульована програма романтизму, важливе місце в якій зайняли вимога національної самобутності й орієнтація на народність (використання матеріалу з української історії, елементів фольклору і народної мови).
Автор повістей і оповідань (під псевд. Порфирій Байський), побудованих на матеріалі українських народних казок і переказів: «Гайдамака» (1826), «Русалка» (1829) та ін., тому вважається одним з попередників Миколи Гоголя, хоча етнографічне завдання в них ще переважало над художнім.
Разом з Антоном Дельвігом видавав альманахи «Північні квіти» (1825—1832), «Пролісок» (1829), брав участь у виданні «Літературної газети», був редактором «Літературної газети».

## Сомов— літературний критик
Варто відзначити, що Орест Сомов стояв біля витоків літературної критики в Російській імперії. У трактаті «Про романтичної поезії» Сомов виступив як провісник історичного погляду на розвиток літератури, простежив у її русі зміну послідовних закономірних етапів. Говорячи про своєрідність класичної та романтичної словесності, критик проаналізував саме поняття романтичної поезії, розрізняючи в романтизмі різні тенденції.
Шлях до створення самобутньої літератури він бачить у зверненні і до національного минулого, і до фольклору, звичаїв, звичаїв народів, що населяють «весь простір рідного краю», і до «всього видимого, мрійливого світу» сучасного життя. Тези, близькі до матеріалістичної естетики, Сомов поклав в основу ряду полемічних статей 1825 року. Відстоював у них думку, що форма «зароджується в душі» поета «разом з самою ідеєю» і що «створити що-небудь поза природою, або, в крайньому разі, несхоже з будь-яким із чуттєвих предметів, є фізично неможливим для людини навіть з напалкішою уявою» [Северная пчела, 1825, N 41, 4 квітня; Син вітчизни, 1825, ч. CIII, N20, с.473].
Саме ці вихідні естетичні принципи спонукали Сомова в 1827 році виступити в ролі перекладача тієї частини «Життя Шекспіра» Франсуа Гізо, яка присвячена розбору шекспірівських трагедій, і зокрема «Гамлета». «Гамлет слугує в якійсь мірі прообразом сучасного героя», — читаємо ми тут. І далі, «Ґрунт, на якому будується нове мистецтво», вказаний «системою Шекспіра», яка охоплює «ту загальність почувань і станів, що становить нині для нас позорище справ житейських».

## Твори
- «Юродивий» (1827)
- «Наказ з того світу» (1827)
- «Вивіска» (1827)
- «Мара» (1829)
- «Гайдамака» (1825—1830)
- «Русалка»[6] (1829)
- «Вовкулака» (1829)
- «Казка про скарби» (1830)
- «Дивний герць» (1830)
- «Самогубець» (1830)
- «Видіння наяву» (1831)
- «Вечір на Купала» (1831)
- «Сватання» (1831)
- «Блукаючий вогник» (1832)
- «Лихе око» (1833)
- «Київські відьми» (1833)
- «Нічліг гайдамаків» та ін.

Вважається, що творчість Порфирія Байського вплинула на Миколу Гоголя.
У 2016 році низка оповідань Ореста Сомова («Юродивий», «Русалка», «Лихе око», «Київські відьми», «Блукаючий вогник») були опубліковані в перекладі на англійську мову.